# Arthur Wieferich
Arthur Josef Alwin Wieferich (ur. 27 kwietnia 1884 w Münster (Westfalia), zm. 15 września 1954 w Meppen) – niemiecki matematyk specjalizujący się w teorii liczb. 

## Życiorys
W latach 1903–1909 studiował na Westfalskim Uniwersytecie Wilhelma w Münsterze (niem. Westfälische Wilhelms-Universität Münster), publikując prace naukowe z dziedziny teorii liczb. W następnych latach pracował jako nauczyciel, dyrektor gimnazjum oraz korepetytor.

## Publikacje
- Beweis des Satzes, daß sich eine jede ganze Zahl als Summe von höchstens neun positiven Kuben darstellen lässt. Math. Ann. Bd. 66, 1908, S. 95–101 (na temat problemu Waringa)
- Über die Darstellung der Zahlen als Summen von Biquadraten. Math. Annalen Bd. 66, 1908, S. 106–108
- Zur Darstellung der Zahlen als Summen von fünften und siebenten Potenzen positiver ganzer Zahlen. Math. Ann. Bd. 67 (1909) S. 61–75 (także na temat problemu Waringa)
- Zum letzten Fermatschen Theorem. Journal für reine und angewandte Math. Bd. 136, 1909, S. 293–302 (na temat Wielkiego twierdzenia Fermata wprowadzając niejako przy okazji pojęcie liczby pierwszej Wiefericha)
- Zur Dreiecksgeometrie. Journal für reine und angewandte Math. Bd. 136, 1909, S. 303–305